# در آخرین لحظه (مجموعه تلویزیونی)
در آخرین لحظه یک مجموعه تلویزیونی محصول سال ۱۳۷۴ به کارگردانی جواد انصافی،  می‌باشد که از شبکه تهران پخش شد.

## بازیگران
- رضا بنفشه‌خواه
- محمد کدخدایی[۱]
- منصور والامقام